# Антоній Марс
Антоній Ізидор Марс-Ноґа (пол. Antoni Izydor Mars-Noga; 9 травня 1851, Хшанув, Королівство Галичини та Володимирії, Австро-Угорська імперія — 23 квітня 1918, Львів, Австро-Угорська імперія) — лікар-акушер, професор, організатор та керівник кафедри акушерства та гінекології, декан медичного факультету і ректор Львівського університету, засновник першої клініки жіночих хвороб у Львові, автор близько 100 наукових праць, представник польської шляхти родини Марсів з роду Ноґа

## Життєпис
Народився 9 травня 1851 року у сім'ї Антонія Юзефа Марса та Францішки Желеховської у родинному маєтку в Хшанові, неподалік Ліманової. Був другою з дев'яти дітей, старший брат Яна Марса. Був співвласником маєтку у с. Стара Весь (Старе Село) у Лімановського повіті. Одружений з Марією Ядвіґою Стахерською. Мав двох доньок Ельжбету Роґойську та Кристину Пшетоцьку і сина Ґжеґожа.
Вивчав медицину на лікарському факультеті Ягеллонського університету, який закінчив у 1875 році. Був студентом, а згодом асистентом професора Францішка Мадуровіча. Працював акушер-гінекологом у лікарнях Відня (1875-77) та Львова (1877-78). Обіймав посаду асистента (1878-80), доцента (1880-90), а згодом професора (1890-98) кафедри акушерства та гінекології Ягеллонського університету. У цей же час був керівником Школи акушерок у Кракові. Співпрацював з Януарієм Зубжицьким.
Організатор та перший керівник кафедри акушерства та гінекології у 1898—1918 роках Львівського університету. Протягом перших п'яти років на кафедрі була створена клінікобактеріологічна лабораторія, музей, віварій, бібліотека. Почалася також і наукова праця, велика увага приділялася неплідності жінок, боротьбі зі злоякісними
новоутвореннями, післяпологовому сепсису та ін.
З 1898 року обіймав посаду професора, у період 1901—1902 рр. — декана медичного факультету, а у 1908—1909 рр. — ректора Львівського університету. У 1898 році був засновником та директором університетської клініки акушерства та гінекології. Почесний член лікарських товариств Кракова та Львова. Був членом Крайової ради охорони здоров'я.
Депутат Віденського парламенту і Галицького Сейму трьох скликань - VIII, IX та X каденції - від Новоторзького повіту. Член львівського осередку консервативної Партії національної правиці у 1910 році.
Помер 23 квітня 1918 року від загальної інфекції в результаті порізу пальця під час операції. Помер у Львові і, за повідомленнями тодішньої преси, був похований у родинному гробівці у Хшанові. Проте згідно сучасних знахідок Станіслава Ніцея, Антонія Марса було поховано на Личаківському цвинтарі у Львові.

## Наукові інтереси
Основними напрямками наукових досліджень були впровадження нових гінекологічних операцій, застосування радіотерапії в гінекології, лікування запалень і онкологічних захворювань жіночої статевої системи, опрацювання питань антисептики в акушерстві та запобігання післяпологовій гарячці, опис казуїстичних випадків із власної практики, питання організації акушерсько-гінекологічної служби та підготовки лікарів з цієї спеціальності.
Антоній Марс якось заклався об заклад із приятелями, що скульптура «Слави», котра вінчає фронтон Львівської опери, має такий округлий живіт, який зазвичай буває у жінок на четвертому місяці вагітності. Аби довести правдивість своїх слів, йому довелося розшукати модель, котра позувала скульптору. Припущення медика підтвердилися — львівська «Слава» й справді є «вагітною».

## Вибрані наукові праці
- О przechodzeniu istot upostaciowanych z krążenia matki do krążenia płodu // Przegląd Lekarski. 1880. № 33–35
- О cięciu cesarskiem i jego metodach // Przegląd Lekarski. 1881. № 17–23
- Nauka о operacjach położniczych. 1. Zabiegi połoznicze pomniejsze. — Kraków, 1894
- Klinika ginekologiczno-położnicza lwowska. Jej powstanie, rozwój і wyniki. — Warszawa, 1904
- Uwagi nad obecnym stanem radioterapii w chorobach kobiecych. — Lwów, 1913
- Choroby weneryczne a życie kobiety. Wykład dla kobiet, wygłoszony dnia 10 grudnia 1916 przez dr Antoniego Marsa, prof. Uniw. i radcę dworu. Z trzema rycinami. — Lwów 1917, Nakładem Macierzy Polskiej
- Cięcie cesarskie klasyczne w oświetleniu nowszych sposobów operacyjnych. Lwowski Tygodnik Lekarski 6, 34, s. 461—464 i 35, s. 474—477 (1911)
- Kilka uwag nad wycinaniem macicy przez pochwę z uwzględnieniem metody Döderleina. Przegląd Lekarski 41, 4, s. 47-48, 5, s. 65-67 i 6, s. 86-87 (1902)
- Przypadek rzekomego obojnactwa leczony operacyjnie. Przegląd Lekarski 42, 40, s. 567—569 (1903)
- Ś. p. Henryk Jordan z Zakliczyna (Wspomnienie pośmiertne). Lwowski Tygodnik Lekarski 2, 21, s. 247—248 (1907)
- Mars A, Jordan H. O zapobieganiu i leczeniu gorączki połogowej. Gazeta Lekarska 36, 24, s. 592—596 (1901)
- Przyczynek do badania ginekologicznego przez pochwę. Lwowski Tygodnik Lekarski (1907)
- Medianschnitt durch die Leiche einer an Uterusruptur verstorbenen kreissenden; eine anatomische Studie. Eine anatomische Studie (1890)
- Kilka uwag o nadmiernej ruchomości macicy (1912)
- Kilka uwag w sprawie próbnego otwarcia jamy brzusznej (1900)